# Cathédrale Saint-Eugène de Derry
La cathédrale Saint-Eugène (en anglais : St Eugene's Cathedral) de Derry est une cathédrale catholique du Royaume-Uni, située en Irlande du Nord. Elle se trouve sur la rive gauche de la Foyle, entre Francis Street et Creggan Street.
Elle est l'église principale du diocèse catholique de Derry.

## Historique
Le Catholic Emancipation Act de 1829 offre la possibilité de construire une cathédrale catholique dans Derry. Les fondations se font en 1840 ; le travail débute en 1849. Le coût total de construction de la cathédrale s’est élevé à 400 000 £. L’argent a afflué non seulement de Derry et d’Irlande, mais aussi de l’Amérique, qui a envoyé près de 4 000 £.
L’architecte en est James Joseph McCarthy (en), également responsables d’autres bâtiments religieux en Irlande ; le bâtiment est de style néogothique.
L’inauguration de la cathédrale a eu lieu le 4 mai 1873, par l’évêque de Derry d’alors, Francis Kelly. Le projet de construction du clocher de la cathédrale et de sa flèche a été réalisé par la suite, par manque de fonds. Les premières fenêtres de la cathédrale étaient de simples vitrages, par manque de fonds. Ce n’est que dans les années 1890 que des vitraux furent installés.
Le travail sur le clocher et la flèche commencent le 13 août 1900, le contract étant empoché par Courtney and Co de Belfast. Le travail est terminé le 19 juin 1903.

### Changements après Vatican II
Les changements dans la liturgie catholique de 1962/1964 ont impliqué que le sanctuaire de la cathédrale soit réorganisé. En mai 1964, l’autel temporaire de bois est placé dans le sanctuaire pour permettre au messes d’être dites — en anglais — face à la congrégation. Des travaux temporaires furent également réalisés en 1975, avec l’addition d’un plus grand autel de bois sur le nouveau plancher plus étendu du sanctuaire, l’enlèvement de la balustrade de l’autel et le déplacement du pupitre du côté gauche du sanctuaire au côté droit, juste avant que la messe de minuit ne soit retransmise en direct via Eurovision depuis la cathédrale.

### Restaurations de 1984 à 1989

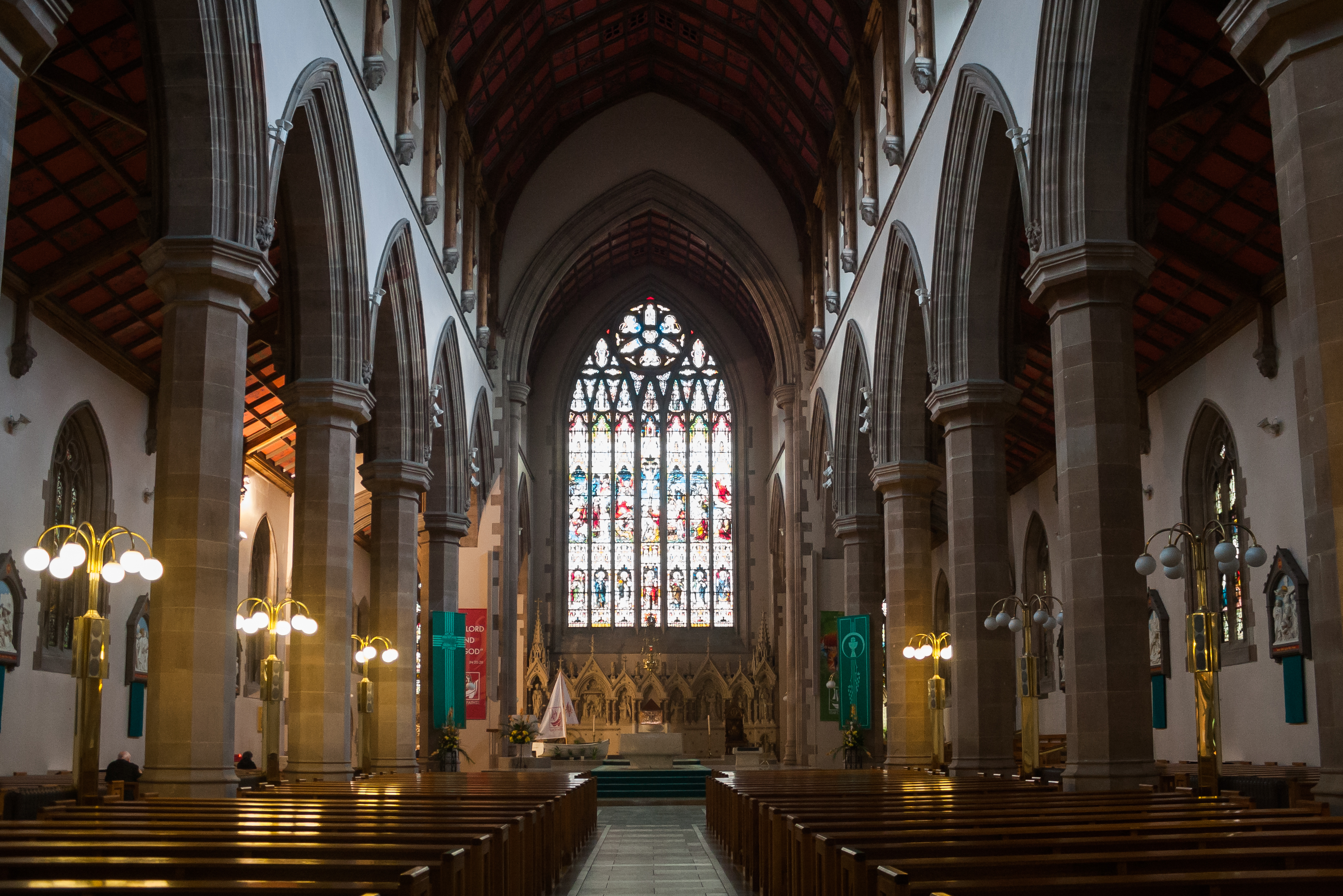
La nef vers le chœur et l'autel.

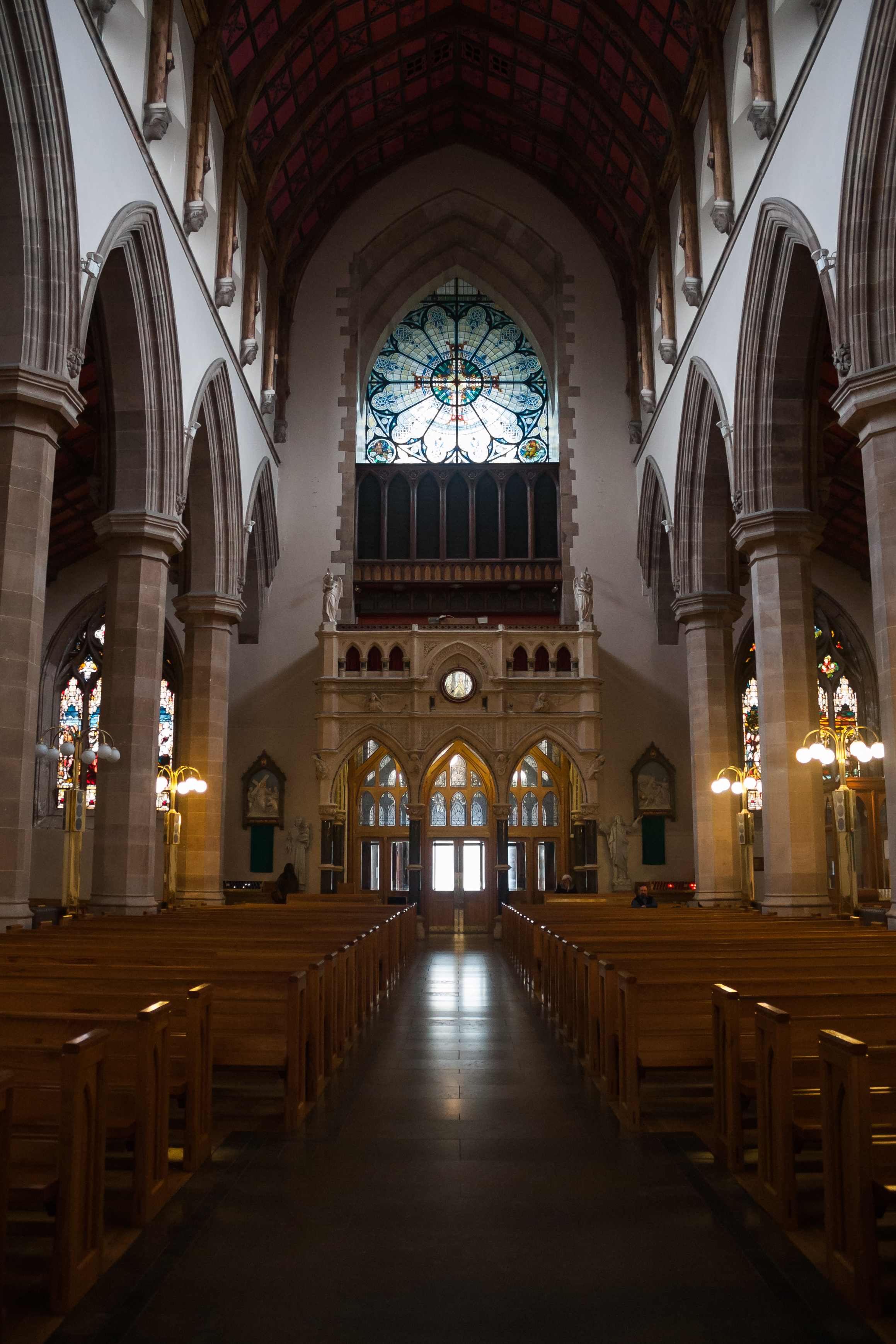
La nef vers la tribune de l'entrée et la rosace de la façade.

En 1984, un travail de rénovation de la cathédrale est commencé, la structure vieille de un siècle nécessitant des réparations. De 1984 à 1988, un travail de rénovation de l’extérieur est fait, avec l’extension de la sacristie et la construction d’une nouvelle salle de conférence. En juin 1989, la cathédrale est fermée six mois pour une importante réorganisation du sanctuaire. Les anciens ajouts temporaires sont enlevés et un nouveau sol du sanctuaire est posé, en granit de Sardaigne. Un nouvel autel carré en marbre de Carrare est installé dans le sanctuaire sous l’arche du chancel. L’ancien pupitre est enlevé et un nouveau lutrin de marbre est installé. La chaise du célébrant et le tabernacle présents sont de marbre de Carrare et de Macédoine. Un nouveau tabernacle est réalisé en bronze plaqué argent, et a été construit par un orfèvre de Kilkenny, Peter Donovan. Un porche secondaire a été créé dans l’entrée principale durant les rénovations de 1989, ainsi qu’un petit porche complémentaire dans le bas-côté nord. Le tableau principal du maître-autel a été retiré, tandis que le retable originel qui a été installé en 1904 a lui été conservé. Un nouveau système d'éclairage a été installé, pour donner à la cathédrale plus de luminosité. Un nouveau système acoustique a également été installé. Tout l’intérieur de la cathédrale a été redécoré. Le nouvel intérieur de la cathédrale a été inauguré et consacré par l’évêque de Derry Edward Daly le 17 décembre 1989

## Orgues
L’orgue a toujours été situé au fond de la galerie, à l’ouest. L’orgue original a été réalisé par Telford de Dublin et installé en 1873. Au milieu des années 1950, cet instrument est remplacé par un orgue à 11 jeux par la compagnie londonienne John Compton Organ. Aucun tuyau n’est visible, ce qui modifie profondément l’apparence de l’extrémité ouest. La finesse de la pierre taillée de la galerie et des vitraux au-dessus est entachée par ce qui ressemble plus à un baffle qu’à un orgue. À la fin des années 1990, cet orgue avait une utilisation sporadique, les services principaux du dimanche étant accompagnés par un instrument électronique Johannus situé dans le collatéral sud.

## La cathédrale aujourd'hui
La paroisse de Templemore consiste en la cathédrale Saint-Eugène et l'église Saint-Columba. Aujourd'hui, la paroisse de la cathédrale est servie par quatre prêtres. Les curés en d'août 2012 sont le père Paul Farren (administrateur), le père Gerard Mongan, le père Peter O'Kane et le père Daniel McFaul. Brendan Collins, un diacre du diocèse, est en résidence. Les cloches de la cathédrale sonnent chaque jour à 8, 12, 18 et 21 heures.

## Source
- (en) Cet article est partiellement ou en totalité issu de l’article de Wikipédia en anglais intitulé « St Eugene's Cathedral » (voir la liste des auteurs).